# National Women’s Hockey League (1999–2007)
Die National Women’s Hockey League (NWHL) gehörte zwischen 1999 und 2007 zu den besten Fraueneishockey-Ligen weltweit. Die Liga entstand im Sommer 1998 auf der Basis der Central Ontario Women’s Hockey League, die im Zuge dessen auf acht Teams erweitert wurde. Während der Saison 1998/99, im Februar 1999, wurde die Liga offiziell in National Women’s Hockey League umbenannt, um die Erweiterung auf die Provinz Québec im Namen widerzuspiegeln.
Ab 2000 war die Bürgermeisterin von Brampton, Susan Fennell, Beauftragte (Commissioner) der Liga. Auch wenn die Liga versuchte, möglichst professionell zu arbeiten, war diese Liga eine reine Amateurliga. 2006 beendete Fennell ihr Engagement für die Liga. Zudem wurde eine Vereinbarung mit der WWHL geschlossen, diese als Western Division unter dem Dach der NWHL auszuspielen. Im Laufe der Saison 2006/07 kam es jedoch zu Unstimmigkeiten zwischen der NWHL und der WWHL bezüglich des Austragungsmodus der Play-offs, die letztlich zum Scheitern der Fusion führten. 2007 stellte die Liga den Spielbetrieb ein und die meisten Teams wechselten in die Canadian Women’s Hockey League.

## Teilnehmende Franchises
- Brampton Thunder (Brampton, Ontario), 1998–2007
- Oakville Ice (Oakville, Ontario), gegründet 1999 als Mississauga Chiefs, ab 2000 als Mississauga Ice Bears, 2003 Umbenennung in Oakville Ice
- Durham Lightning (Ajax, Ontario), Teilnahme ab 1999 als ClearNET Lightning, 2001–2006 Telus Lightning, 2006/07 Etobicoke Dolphins, weiter als Vaughan Flames in der CWHL
- Toronto Aeros (Toronto, Ontario), gegründet 1999 als Beatrice Aeros, seit 2003 Toronto
- Axion de Montréal (Montreal, Québec), ab 1998 Bonaventure Wingstar, später Montréal Wingstar, ab 2003 Axion de Montréal
- Ottawa Raiders (Ottawa, Ontario), gegründet 1999
- Avalanche du Québec (Québec City, Québec), Teilnahme als Jofa-Titan de Montréal (1998–1999), Sainte-Julie Panthères (1999–2001), ab 2001 Le Cheyenne de la Métropole, 2003 Umzug nach Québec
- Calgary Oval X-Treme (2002–2004)
- Edmonton Chimos (2002–2004)
- Mistral de Laval (1999–2001)
- Scarborough Sting (1999–2000) / Toronto Sting (2000–2001)
- Vancouver Griffins (2001–2003)

## Meister
Seit 2006 wurde die Meisterschaft zwischen dem Gewinner der Eastern und der Central Division unter dem Namen Clarkson Cup ausgespielt, während dies in den Vorjahren unter dem – offiziell unbenannten – NWHL Champions Cup geschah. Obwohl die NWHL und die Western Women’s Hockey League als quasi fusioniert galten, spielten die WWH-Teams nicht um den Clarkson Cup, sondern stattdessen um den WWHL Champions Cup.
Nach der Auflösung der NWHL wurde der Clarkson Cup an den Sieger der Playoff-Runde zwischen den Teams der Western Women’s Hockey League und der Canadian Women’s Hockey League vergeben.
| Saison  | Meister                     | Finalteilnehmer                | Austragungsort   |
| ------- | --------------------------- | ------------------------------ | ---------------- |
| 1998/99 | Bonaventure Wingstar (East) | Montréal Jofa-Titan (East)     |                  |
| 1998/99 | Brampton Thunder (Central)  | Bonaventure Wingstar (Central) | Ottawa (Central) |
| 1998/99 | Beatrice Aeros (West)       | Brampton Thunder (West)        |                  |
| 1999/00 | Beatrice Aeros              | Sainte-Julie Panthères         | Brampton         |
| 2000/01 | Beatrice Aeros              | Sainte-Julie Panthères         | Brampton         |
| 2001/02 | Beatrice Aeros              | Brampton Thunder               | Brampton         |
| 2002/03 | Calgary Oval X-Treme        | Beatrice Aeros                 | Brampton         |
| 2003/04 | Calgary Oval X-Treme        | Brampton Thunder               | Brampton         |
| 2004/05 | Toronto Aeros               | Montréal Axion                 | Brampton         |
| 2005/06 | Montréal Axion              | Brampton Thunder               | Brampton         |
| 2006/07 | Brampton Thunder            | Montreal Axion                 | Brampton         |